# Causes de la guerre de Succession d'Espagne

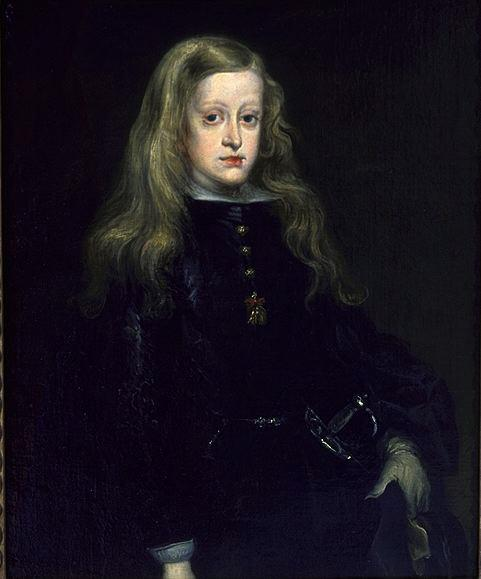
Charles II, dernier représentant des Habsbourg d'Espagne, surnommé el Hechizado (« l'ensorcelé »), meurt sans descendance.

Cet article couvre la période 1680-1701, de la spéculation des puissances européennes pendant le règne de Charles II au début de la guerre de Succession d'Espagne.
La succession d'Espagne est la grande préoccupation des cours européennes à la fin du XVIIe siècle et la cause d'une guerre de quatorze années en Europe : la guerre de Succession d'Espagne.

## Les différents prétendants
Malgré deux mariages successifs, le roi d'Espagne Charles II n'a pas d'héritiers directs. Né en 1661, il est de santé très fragile.
Deux familles souveraines, apparentées à la monarchie espagnole, prétendent avoir des droits à l'héritage espagnol :
- les Bourbons de France : Louis XIV est le fils de la princesse espagnole Anne d'Autriche, née en 1601, sœur du roi Philippe IV et tante de Charles II. De plus, Louis XIV a épousé une autre princesse espagnole, sa cousine Marie-Thérèse d'Autriche, née en 1638, fille du premier mariage de Philippe IV. Louis XIV est donc le cousin germain et le beau-frère de Charles II, qui est le demi-frère de la reine de France. Louis XIV a eu un garçon : Louis, dit le Grand Dauphin, qui a eu plusieurs enfants :
  - Louis, duc de Bourgogne, destiné un jour à devenir roi de France ;
  - Philippe, duc d'Anjou, qui peut hériter de la couronne espagnole (petit-neveu de Charles II) ;
  - Charles, duc de Berry.

- Les Habsbourg d'Autriche : l'empereur Léopold Ier est le fils de la princesse espagnole Marie-Anne d'Autriche, sœur de Philippe IV et tante de Charles II. Léopold est donc le cousin germain de Charles II. D'un premier mariage avec sa nièce Marguerite-Thérèse d'Autriche, il a eu une fille, Marie-Antoinette, qui est mariée à Maximilien-Emmanuel de Bavière et dont elle a un fils, Joseph-Ferdinand de Bavière (petit-neveu de Charles II). D'un second mariage avec une princesse allemande, Éléonore de Neubourg, Léopold a deux enfants mâles :
  - Joseph Ier, destiné à lui succéder en Autriche et en Allemagne ;
  - Charles, qui peut hériter de la couronne espagnole (arrière-cousin de Charles II).

## L'héritage espagnol: l’enjeu

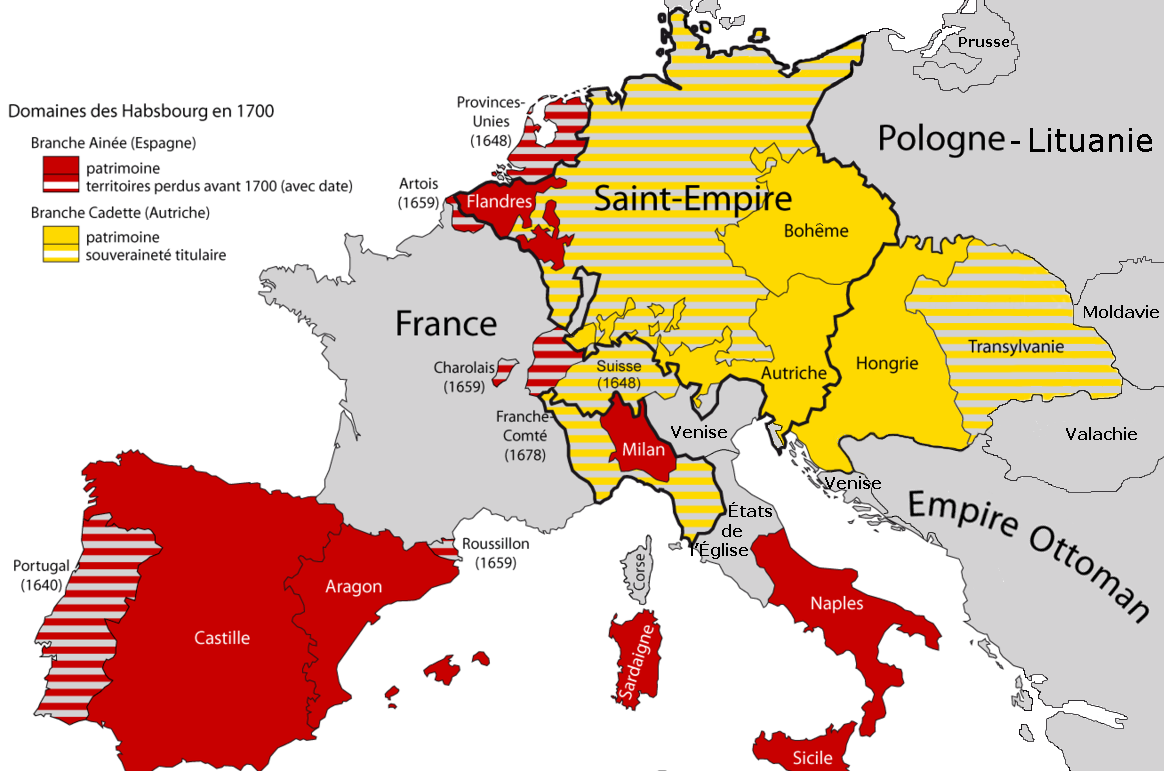
Les domaines de l'Espagne en Europe (en rouge), quoique diminués, restaient assez considérables pour que leur acquisition par l'une des grandes puissances puisse changer l'équilibre européen.

Les possessions du roi d'Espagne sont considérables, elles comprennent :
- la couronne de Castille et la couronne d'Aragon ;
- les autres royaumes ibériques (bien que le Portugal eût obtenu son indépendance en 1640) ;
- les provinces catholiques des Pays-Bas (correspondant en partie à l'actuelle Belgique) ;
- le duché de Milan, les présides de Toscane, le royaume de Naples, la Sicile et la Sardaigne ;
- la vice-royauté du Pérou en Amérique du Sud ;
- la Nouvelle-Espagne en Amérique centrale ;
- les Philippines ;
- des territoires en Afrique.

La refonte éventuelle de ces suzerainetés, soit dans le royaume de France, soit au sein des possessions héréditaires autrichiennes, aurait bouleversé le fragile équilibre des rapports de force en Europe, tel qu'il avait été institué en 1648 par les traités de Westphalie.
Les Français, les Anglais et les Provinces-Unies souhaitent le démembrement de l'empire espagnol. Les Habsbourg veulent le maintien de l'unité. Charles II veut le maintien de l'unité, mais ne veut pas d'un successeur français ou autrichien. En 1696, il choisit le prince Joseph-Ferdinand de Bavière, âgé de 4 ans.

## De laborieuses tractations
Le moment de la succession semblant imminent, les grandes puissances européennes (sauf l'Espagne) entrent en négociations :
- En 1698, la France et l'Angleterre se mettent d'accord pour un démembrement (traité de La Haye) :
  - l'archiduc Charles de Habsbourg, fils cadet de l'empereur Léopold Ier, recevrait le Milanais ;
  - Monseigneur, le Grand Dauphin, fils de Louis XIV, aurait Naples, la Sicile, la Toscane et la Sardaigne ;
  - Joseph-Ferdinand de Bavière hériterait de l'Espagne, des Pays-Bas espagnols et de son empire colonial.

Le but des Français est de pouvoir échanger les terres italiennes contre la Savoie afin de renforcer la France dans les Alpes. Le but de l'Angleterre est d'empêcher que la France puisse récupérer les territoires des Pays-Bas, mais le prince de Bavière meurt en 1699.
- En 1699 ont lieu de nouvelles négociations franco-anglaises, toujours pour un démembrement :
  - l'archiduc Charles de Habsbourg aurait l'Espagne, les Pays-Bas espagnols et les colonies ;
  - Monseigneur Louis, le Grand Dauphin, recevrait le duché de Lorraine, le duché de Savoie, le comté de Nice et la principauté de Piémont ;
  - le duc de Lorraine, Léopold, pour dédommagement aurait le Milanais ;
  - le duc de Savoie, Victor-Amédée, pour dédommagement recevrait Naples et la Sicile.

L'empereur Léopold Ier exige toute l'Italie pour son fils l'archiduc Charles, les Français recevant alors l'Amérique. Les Anglais doivent refuser, et l'idée n'arrange pas Louis XIV. C'est l'échec.
- En 1700, il y a deux nouveaux accords entre la France, l'Angleterre et les Provinces-Unies:
  - L'archiduc Charles recevrait l'Espagne, les colonies et les Pays-Bas espagnols ;
  - Le duc de Lorraine recevrait le Milanais ;
  - Le Grand Dauphin aurait Naples, la Sicile, les places (ou présides) de Toscane, Guipuscoa et la Lorraine.

## Les règles de succession
Les règles de succession en Espagne étaient déterminées par les lois II, III et V du titre XV de la Partida II de 1263, les lois XL et XLV du Toro de 1505, la loi VI du titre I du Livre II et les lois IV, V et VIII du titre VII du livre V de la Recopilaciòn de 1567. En vertu de ces textes, la Couronne des Royaumes d'Espagne et des Indes se transmettait selon la primogéniture, les femmes étant exclues de la succession tant qu'il restait des héritiers mâles.
Or, Léopold Ier était le cousin, au dixième degré, de Charles II ; tous deux étaient les arrière-arrière-arrière-petits-fils de Philippe le Beau (fils de Maximilien Ier et Marie de Bourgogne) et Jeanne la Folle (fille de Ferdinand II d'Aragon et d'Isabelle de Castille), père et mère de l'empereur-roi Charles-Quint, frère aîné de Ferdinand Ier du Saint-Empire (fondateur de la branche cadette des Habsbourg, qui régnaient à Vienne). De ce fait, les prétentions françaises au trône d'Espagne (au travers de l'infante Marie-Thérèse, épouse du roi Louis XIV) n'étaient pas légitimes, au regard des règles de succession, puisque des héritiers mâles vivaient encore[réf. nécessaire].

### Le testament de Charles II

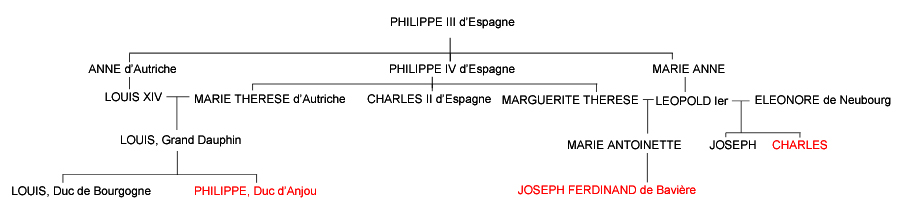
Les prétendants au trône d'Espagne

Charles II n'ayant pas de descendance, sa succession posait problème : la généalogie désignait en effet comme héritier le Dauphin, fils de sa défunte sœur aînée Marie-Thérèse, épouse du roi de France Louis XIV. Prévoyant l'inquiétude que ne manquerait pas de susciter un accroissement de la puissance française, dans le contexte d'une détérioration des relations franco-espagnoles au cours des années 1690, Charles II envisagea d'abord une solution qui ne favoriserait ni la France ni l'Autriche, probables candidates au trône, et désigna un héritier plus jeune à sa succession : il s'agissait du duc Joseph-Ferdinand de Bavière (1692-1699), dernier petit-fils de la plus jeune sœur de son défunt père, l'infante Marguerite ; il fut désigné héritier et élevé au rang de Prince des Asturies. Toutefois, Joseph-Ferdinand mourut avant son grand-oncle et sans descendance : la crise de succession devenait inévitable. Charles II s'était entre-temps rangé à l'avis que la Couronne devait être transmise en concordance avec les lois séculaires régissant la succession.
Charles II d'Espagne, dans son Testament du 2 octobre 1700, affirmait :

« Considérant, en accord avec les divers avis proférés par Nos Ministres d’État et Nos Magistrats jugeant que les Renonciations à leurs droits respectifs sur nos Royaumes, consenties par les Dames Anne et Marie-Thérèse, toutes deux Reines de France, Notre tante et Notre sœur, n’avaient d’autre motif que leur crainte des conséquences pour l’Espagne d’une réunion avec le Royaume de France ; et considérant que bien que cette inquiétude n’ait plus de fondement, le droit du collatéral le plus proche à succéder au trône demeure en vigueur selon les lois de ces Royaumes ; et considérant que ce droit peut être revendiqué à présent par le second fils du Dauphin ; par la présente, et en concordance avec ces lois, Nous désignons comme Notre successeur (si Dieu devait Nous rappeler à Lui tel que Nous sommes, sans descendance) le duc d’Anjou, second fils du Dauphin, et Nous le nommons héritier de tous nos Royaumes et Domaines sans exception aucune (…). Soucieux de préserver la paix de la Chrétienté et de toute l’Europe, soucieux du bien-être de Nos Royaumes, Notre intention est que cette Couronne qui est Nôtre et celle de France demeurent à jamais séparées, et à cette fin Nous déclarons solennellement, en Nous référant aux stipulations susdites, que si le dit duc d’Anjou venait à mourir avant que Nous fussions Nous-mêmes rappelé à Dieu, ou s’il devait accéder au Trône de France et préférer cette Couronne à la Nôtre, lors ladite Couronne passerait au duc de Berry, Son frère, et troisième fils dudit Dauphin, et que dans cette éventualité les conditions susdites demeureraient en vigueur. Et que, si le duc de Berry venait à mourir avant que Nous fussions Nous-mêmes appelé, ou s’Il devait accéder au trône de France, Nous déclarons que Notre volonté est de voir passer la Couronne à l’Archiduc, second fils de Notre oncle l’Empereur, par préférence, pour les mêmes raisons que Nous avons données plus haut —et en vertu du même souci que Nous avons exprimé plus haut pour le bien commun— au premier-né de l’Empereur Notre oncle. Et si l’Archiduc venait à mourir avant que Nous fussions appelé à la Vie Éternelle, Nous déclarons que Notre volonté est de voir passer la Couronne au Duc de Savoie et à ses héritiers. »

Ce testament passait manifestement sous silence les droits évidents de la branche Orléans. Le duc d'Orléans en conçut une certaine rancœur : il l’exprima en faisant promulguer le Décret Pragmatique de 1703, au moyen duquel il réaffirmait ses droits.

## À la mort de Charles II
Charles II d'Espagne meurt le 1er novembre 1700. Après l'ouverture de son testament, le conseil de régence d'Espagne notifie à l'ambassadeur de France la nomination du duc d'Anjou sur le trône d'Espagne.
Louis XIV est prévenu le 9 novembre 1700 par son secrétaire d'État à la Guerre, le marquis de Barbezieux. Dès le lendemain, il tient une réunion avec ses proches conseillers, le marquis de Torcy, le duc de Beauvilliers, le chancelier de Pontchartrain et madame de Maintenon, en vue d'accepter ou non ce testament.
Le Conseil d'en haut, consulté, est partagé :
- deux d'entre eux préfèrent accepter le testament : Pontchartrain et le Dauphin;
- deux autres conseillent de le refuser : le Marquis de Torcy et Beauvilliers.
- Tandis que Madame de Maintenon, consultée en dernier lieu, est d'avis d'accepter.

Finalement, le 14 novembre 1700, Louis XIV annonce à la cour, en présence du marquis Castel dos Rios, ambassadeur espagnol, qu'il accepte le testament et proclame son petit-fils, le duc Philippe d'Anjou, roi d'Espagne :

« Messieurs, voici le roi d'Espagne. La naissance l'appelait à cette couronne, le feu roi aussi par son testament ; toute la nation l'a souhaité et me l'a demandé avec instance ; c'était l'ordre du ciel, je l'ai accordé avec plaisir… »

« Soyez bon Espagnol, c'est maintenant votre premier devoir, mais souvenez-vous que vous êtes né Français, pour entretenir l'union des deux nations; c'est le moyen de les rendre heureuses et de conserver la paix de l'Europe. »

— Louis XIV,  

Torcy, ministre des Affaires étrangères, fait immédiatement parvenir aux ambassadeurs des Pays-Bas et d'Angleterre une note stipulant que, si le roi approuvait le testament, les monarchies de France et d'Espagne demeureront distinctes.

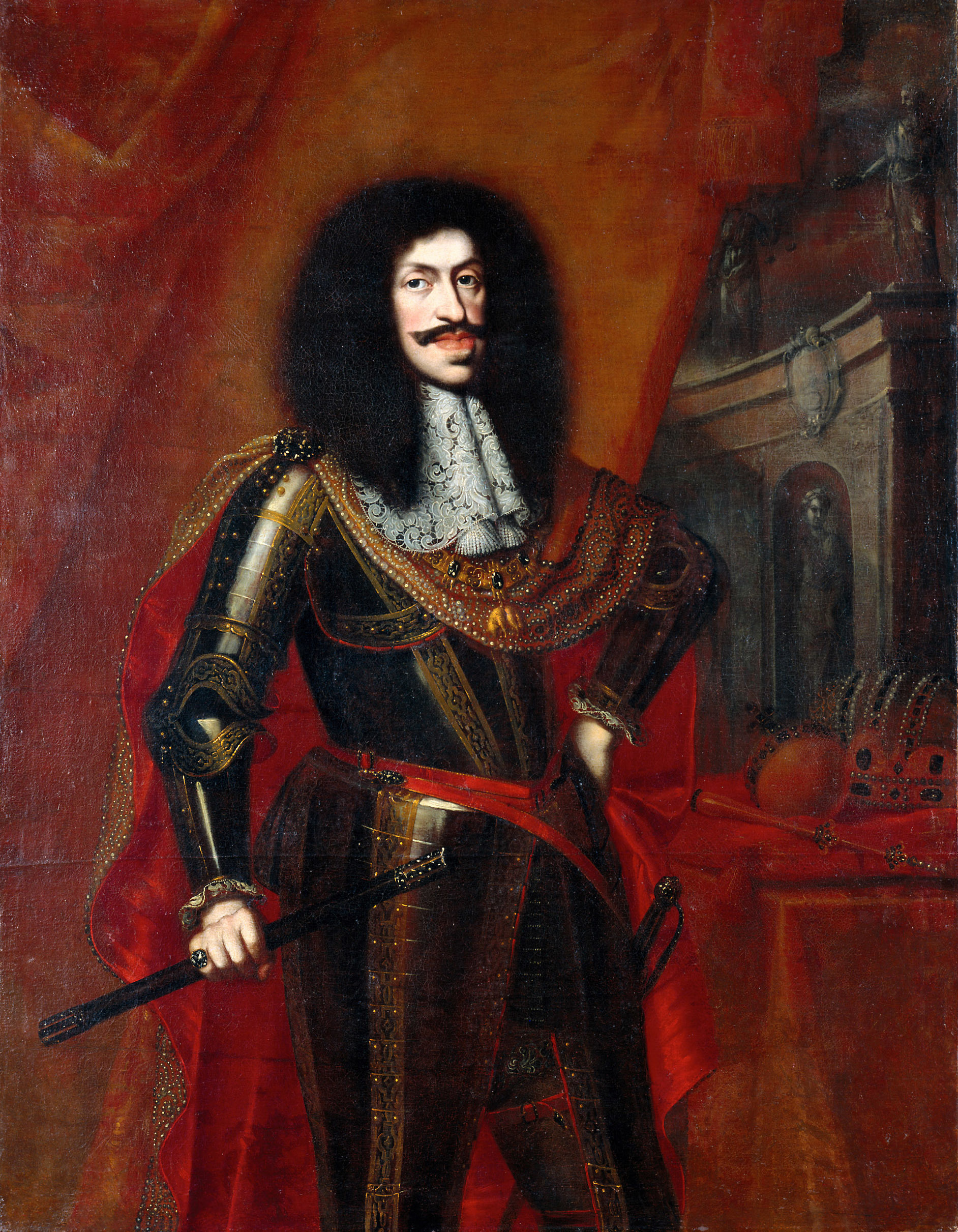
L'empereur Léopold Ier de Habsbourg refuse de reconnaître le testament du roi Charles II

Le 18 novembre 1700, l'empereur Léopold Ier de Habsbourg apprend la mort de son beau-frère, le roi Charles II, par un courrier du Comte de Sinzendorff. Dès le lendemain, il réunit son conseil, le président de guerre, ses feld-maréchaux, le comte Caprara et les princes Eugène de Savoie et de Commercy pour préparer la succession. Mais, le 20 novembre, il apprend le nom du successeur : le duc Philippe d'Anjou. L'Empereur n'accepte pas de perdre l'empire espagnol des Habsbourg et celui-ci doit revenir à son fils, l'archiduc Charles d'Autriche. C'est pourquoi il refuse de reconnaître le nouveau roi d'Espagne et décide l'envoi immédiat de troupes en Italie et sur le Rhin.
Dans un premier temps, la plupart des chefs d'État (Guillaume III d'Angleterre et les états-généraux des Provinces-Unies ainsi que le prince de Vaudemont, gouverneur du Milanais, les vice-rois de Naples, de Sicile et de Sardaigne, Maximilien-Emmanuel de Bavière, gouverneur des Pays-Bas, l'électeur de Cologne) acceptent le testament du roi d'Espagne.
Mais le 1er février 1701, le Parlement de Paris conserve les droits à la couronne de France de Philippe V, ce qui inquiète les Anglais et les Autrichiens. Début février, Louis XIV fait occuper par l'armée française des places fortes des provinces catholiques des Pays-Bas ce qui rend furieux les Hollandais.